# Вања Јанкетић
Иван Јанкетић (Београд, 23. децембар 1950 — Београд, 3. април 2022) био је српски суфлер, инспицијент, епизодиста, статиста и глумац. Познат је по улогама ТВ театар, Професионалац и Читуља за Ескобара.

## Биографија
Рођен је 23. децембра 1950. у Београду. Као инспицијент је водио око стотину, а статирао у четрдесетак представа. Био је инспицијент и глумац статиста у Југословенском драмском позоришту, водио је представе и понекад наступао у њима и у Звездара театру и Атељеу 212. У стални радни однос у Југословенском драмском позоришту је ступио 1. јуна 1979, а пре тога је наступао у представи „Весели дани или Тарелкинова смрт” у режији Бранка Плеше. У Звездара театру је одиграо око 1800 представа Душана Ковачевића. Глумио је у представама Клаустрофобична комедија 1987. и 2015, Професионалац, Урнебесна трагедија, Генерална проба самоубиства, Доктор Шустер, Лари Томпсон — трагедија једне младости и Живот у тесним ципелама. У пензију је отишао 27. децембра 2013, а преминуо је 3. априла 2022. од карцинома плућа. Последњу представу коју је водио и одиграо је била Клаустрофобична комедија 27. марта 2022, неколико дана пред смрт.